# 카를 하우스호퍼
카를 에른스트 하우스호퍼(독일어: Karl Ernst Haushofer, 1869년 8월 27일 ~ 1946년 3월 13일)은 독일의 지리학자이자 지정학자(地政學者)이자 히틀러의 최측근 심복으로 나치 정권 시절 최고, 군사, 외교 고문 겸 독일군 군사참모를 담당했다. 나치에서는 요제프 괴벨스와 함께 실질적인 2인자였다.

## 경력

### 군인
1869년 8월 27일 바이에른 왕국의 수도 뮌헨에서 태어났다. 1887년 독일 제국의 바이에른 왕국(1871년에 독일 제국에 가맹하였다) 제1야포연대 'Prinzregent Luitpold'에 입영했다. 독일 육군사관학교, 야포 학교를 거쳐 Preußische Kriegsakademie(독일 제국 육군대학교)의 참모 과정을 밟았다. 1903년부터 같은 학교에서 군사 역사를 가르쳤다.
1908년에서 1910년 일본 주재 독일 대사관의 무관으로 근무하였다. 1911년부터 1913년까지 논문「일본의 군사력, 세계에서의 지위, 장래에 대한 고찰」로 Doktor der Philosophie(박사에 해당)을 취득하였다. 제1차 세계 대전에서는 서부 전선에 종군하여 Generalmajor(독일 육군 소장)으로 승진하였다.

### 아돌프 히틀러와의 만남
전후에 뮌헨 대학교에의 교수 자격을 취득하였다. 하우스호퍼는 지정학의 창시자의 한 사람이기도 하다. 1919년에 하우스호퍼는 제자였던 루돌프 헤스와 알게 되어, 1921년에는 아돌프 히틀러와 만나게 된다. 히틀러는 하우스호퍼의 생존권 이론에 흥미를 갖고, '생존권을 잃은 독일인은 살아남기 위해 군사적으로 확장 정책을 진행해야 한다'고 하여, 나치당의 정책에 이를 도입하게 된다.

### 나치 정권
나치가 정권을 잡은 1933년에는 뮌헨 대학교의 정교수, 정치가, 최고, 군사, 외교 고문, 독일군 군사참모(나치의 실질적 2인자)가 되었다. 1934년부터 1937년까지 독일 학사원 총장을 맡는 동안 주독대사관의 무관이었던 오시마 히로시와 접촉하여 독일과 일본의 정치적 연합이 만들어지는데 영향을 주었다.
1939년에 무장친위대인 SS가 운영하는 Volksdeutsche Mittelstelle(독일 국적을 갖고 있지 않은 해외의 독일인과의 연대기관)에 몸을 담지만, 같은 해 독일과 소련 사이에서 전쟁이 일어나자, 지정학적으로 '소련과 관계를 강화해야 한다'고 주장한 하우스호퍼와 히틀러의 관계는 멀어지게 되었다.
게다가 1941년 5월 10일에 제자였던 헤스가 영국과의 평화 협정을 논의하기 위해 출국하였을 때, 접촉상대로 해밀턴 공(더글러스 해밀턴)을 소개한 것이 문제가 되고 또한 아들이 히틀러 암살계획에 관여했다는 사실이 드러났다.

### 사망
패전 후 자취를 감쳤다가 1946년 1월에 연합군에게 전격 체포되어 뉘른베르크 전범 재판에서 중죄인으로 재판받아 사형선고(교수형)가 내려지자 그해 10월 16일 밤중에 옥중에서 부부 모두 비소를 마시고 자살을 시도하였고, 비소를 먹었음에도 본인은 죽지 않았기에 다시 단검으로 할복을 하여 생을 마감하였다. 하우스호퍼는 나치의 권력 서열 2위이자 히틀러의 군사 확장 정책과 침략정책에 큰 영향을 미쳤으며, 전술지략 제공과 전쟁의 주도적 역할로 책임이 있다고 간주되고, 이로 인해 사형될까봐 하여 명예를 지키기 위해 자살을 한 것으로 보이지만 자세한 것은 밝혀지지 않았다.

## 영향
하우스호퍼는 소비에트 연방과 독일의 동맹의 주창자 중 한 사람이고, 민족 볼셰비즘 철학, 일부 독일 공산당의 간부들에게도 큰 영향을 주었다. 일본 체류 중에 일본어는 물론이고, 한국어나 중국어를 공부하며 널리 아시아를 여행하여 힌두교나 불교의 경전, 아리아 민족이 많이 살고 있는 북인도나 이란에 대해서도 잘 알고 있었고, 아시아 신비주의의 권위자이기도 하였다.
히틀러 및 나치당은 하우스호퍼의 이론에 적잖은 영향을 받았다.

### 문화
- 강철의 연금술사 애니메이션 (2003. 일본 MBS) 51회에서 에드워드 엘릭의 아버지인 반 호엔하임과 같이 등장한다.

## 저서
- English Translation and Analysis of Major General Karl Ernst Haushofer's Geopolitics of the Pacific Ocean: Studies on the Relationship between Geography and History
- Das Japanische Reich in seiner geographischen Entwicklung (L.W. Seidel & sohn, 1921 Wien)
- Geopolitik des Pazifischen Ozeans. (1925)
- Bausteine zur Geopolitik. (1928)
- Weltpolitik von heute. (Zeitgeschichte-Verlag Wilhelm Undermann, 1934)
- Das japanische Reich in seiner geographischen Entwicklung, Wien, Seidel, 1921
- Napoleon I., Lübeck : Coleman, 1935
- Kitchener, Lübeck : Coleman, 1935
- Foch, Lübeck : Coleman, 1935
- Deutsche Kulturpolitik im indopazifischen Raum, Hamburg : Hoffmann u. Campe, 1939
- Grenzen in ihrer geographischen und politischen Bedeutung, Heidelberg ; Berlin ; Magdeburg : Vowinckel, 1939
- Wehr-Geopolitik : Geogr. Grundlagen e. Wehrkunde, Berlin : Junker u. Dünnhaupt, 1941
- Japan baut sein Reich, Berlin : Zeitgeschichte-Verlag Wilhelm Undermann, 1941
- Das Werden des deutschen Volkes : Von d. Vielfalt d. Stämme zur Einheit d. Nation, Berlin : Propyläen-Verl., 1941
- Der Kontinentalblock : Mitteleuropa, Eurasien, Japan, Berlin : Eher, 1941
- Das Reich : Großdeutsches Werder im Abendland, Berlin : Habel, 1943
- Geopolitische Grundlagen, Verleger Berlin ; Wien : Industrieverl. Spaeth & Linde, 1939.
- Weltmeere und Weltmächte, Berlin : Zeitgeschichte Verlag, 1937